# Piazza della Passera
Piazza della Passera è una piccola piazzetta dell'Oltrarno a Firenze, posto all'intersezione tra via dello Sprone, via Toscanella, via dei Sapiti e via dei Vellutini.
Il nome è di origine popolare e forse risale a quando fu demolito il fabbricato che occupava il quadrivio negli anni 1920, ad opera di un benefattore inglese che voleva dare maggior aria e luce ad un dedalo di viuzze che ancor oggi caratterizza questa parte della città; si diffuse comunque ampiamente nella seconda metà del XX secolo per iniziativa di alcuni ristoratori della zona per promuovere la loro attività.

## Storia
La prima attestazione, tratta da opere letterarie e piante, è del 1779 come vicolo del Pavoncello e descriveva solo la parte sudoccidentale della piazzetta;. Qualche anno dopo, nel 1783, compare la variante Pavoncino, ripresa anche nel 1832 come via del Pavoncino; nel 1838, solo per la parte occidentale della piazzetta, ritorna la dizione via del Pavoncello, mentre nel 1870 diventa soltanto un tratto di via dei Sapiti, e così per tutto il XX secolo (1913, 1929, 1937, 1989), che per lo più indicava la parte occidentale della piazzetta più un'area senza nome dove si trovava il casamento demolito.
Solo il 15 dicembre 2005 con una delibera della Giunta comunale, la piazza è stata battezzata ufficialmente con il suo nomignolo popolare per iniziativa dell'assessore Eugenio Giani. La denominazione ha portato a polemiche relative all'opportunità di istituzionalizzare un simile odonimo, dal momento che a Firenze (come in altre parti d'Italia, specie al Settentrione) si indica con il termine passera l'organo genitale femminile.
Come altre piazzette scorporate dalla toponomastica cittadina in tempi recenti, le case e i negozi che vi si affacciano hanno continuato a portare la numerazione esistente, legata alle strade che vi immettono, quindi nessun esercizio o edificio ha tecnicamente un indirizzo su piazza della Passera. 

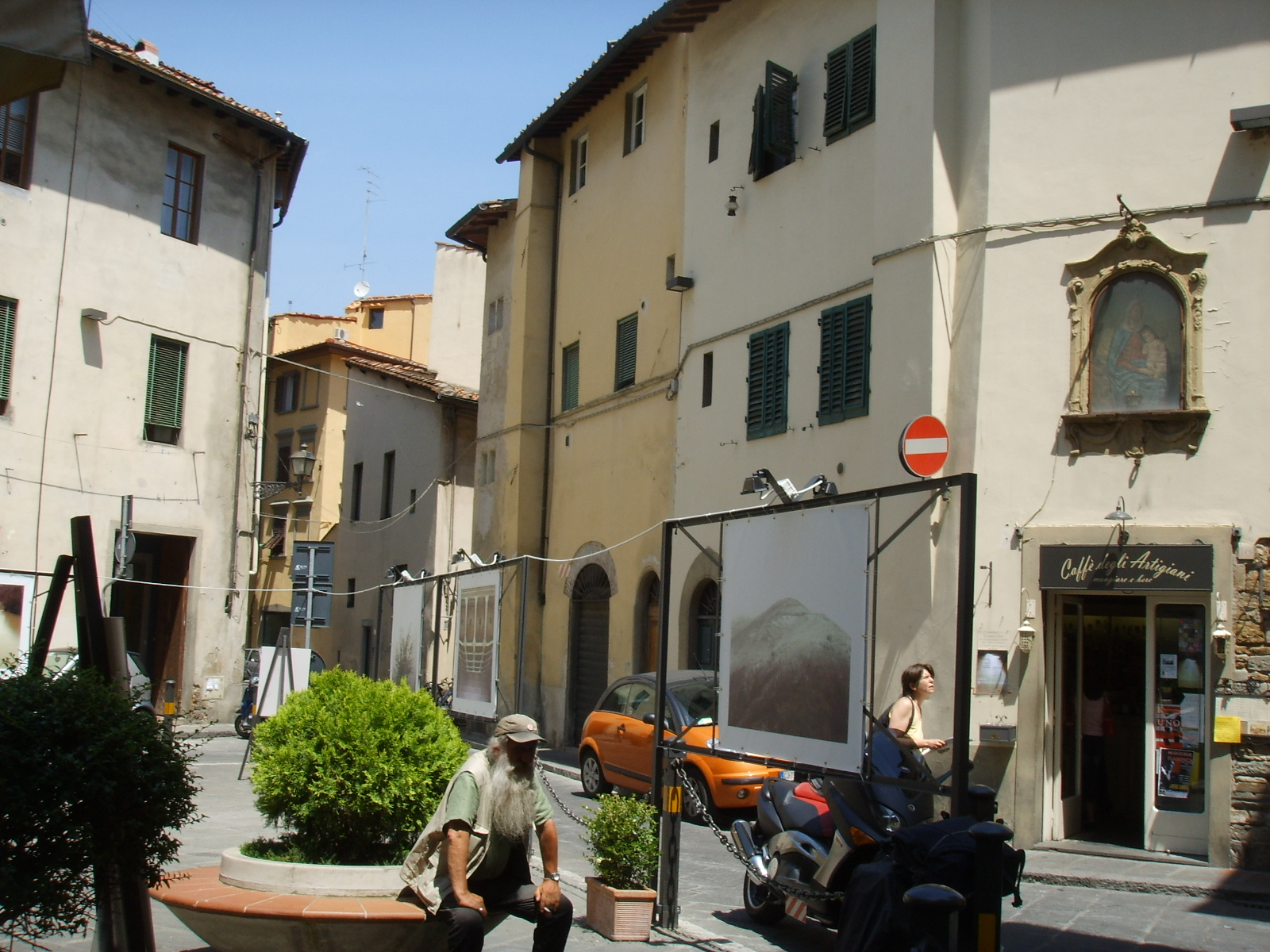
Piazza della Passera verso via dello Sprone
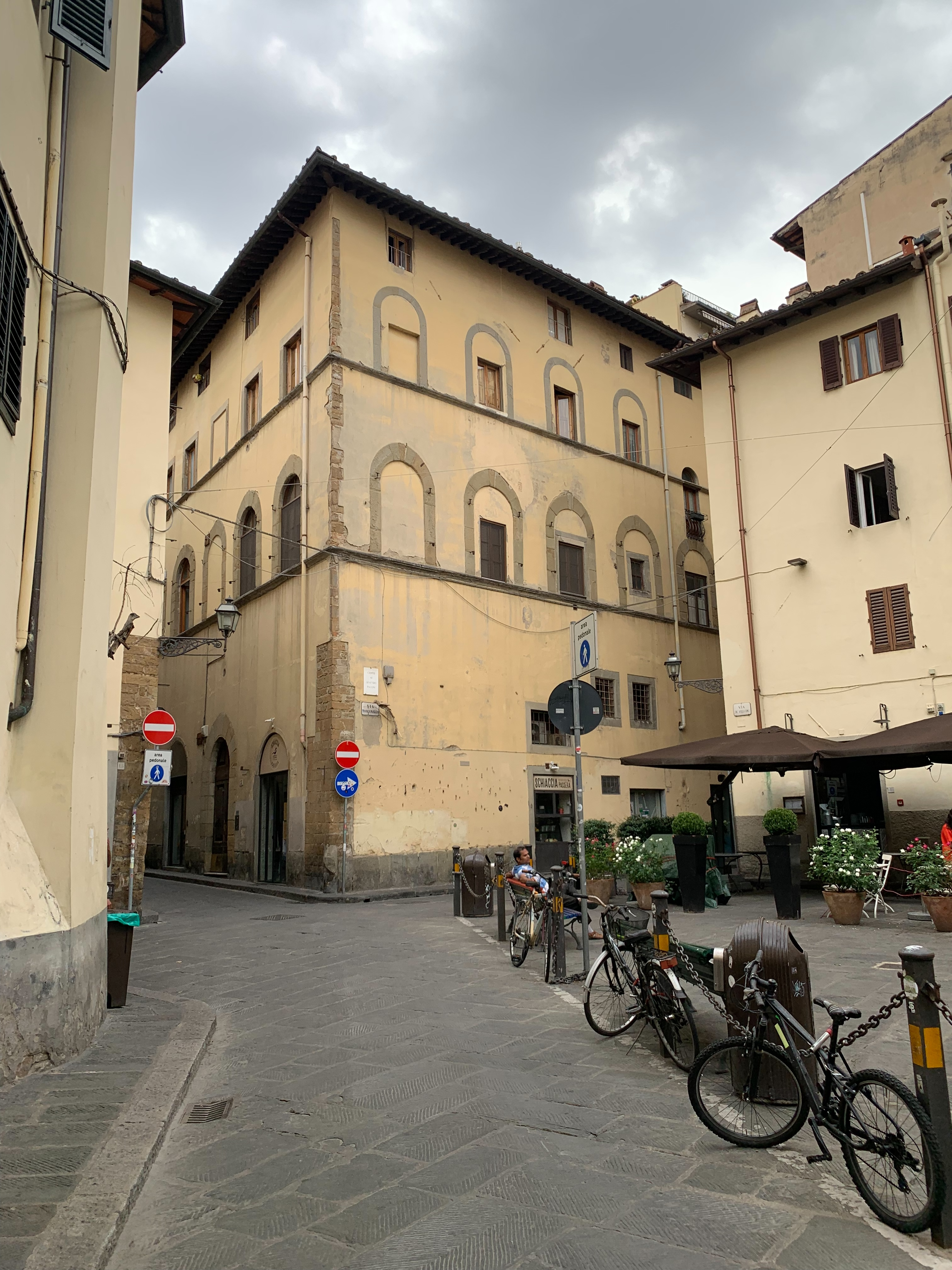
Palazzo Mazzei, tra via dello Sprone e via Toscanella
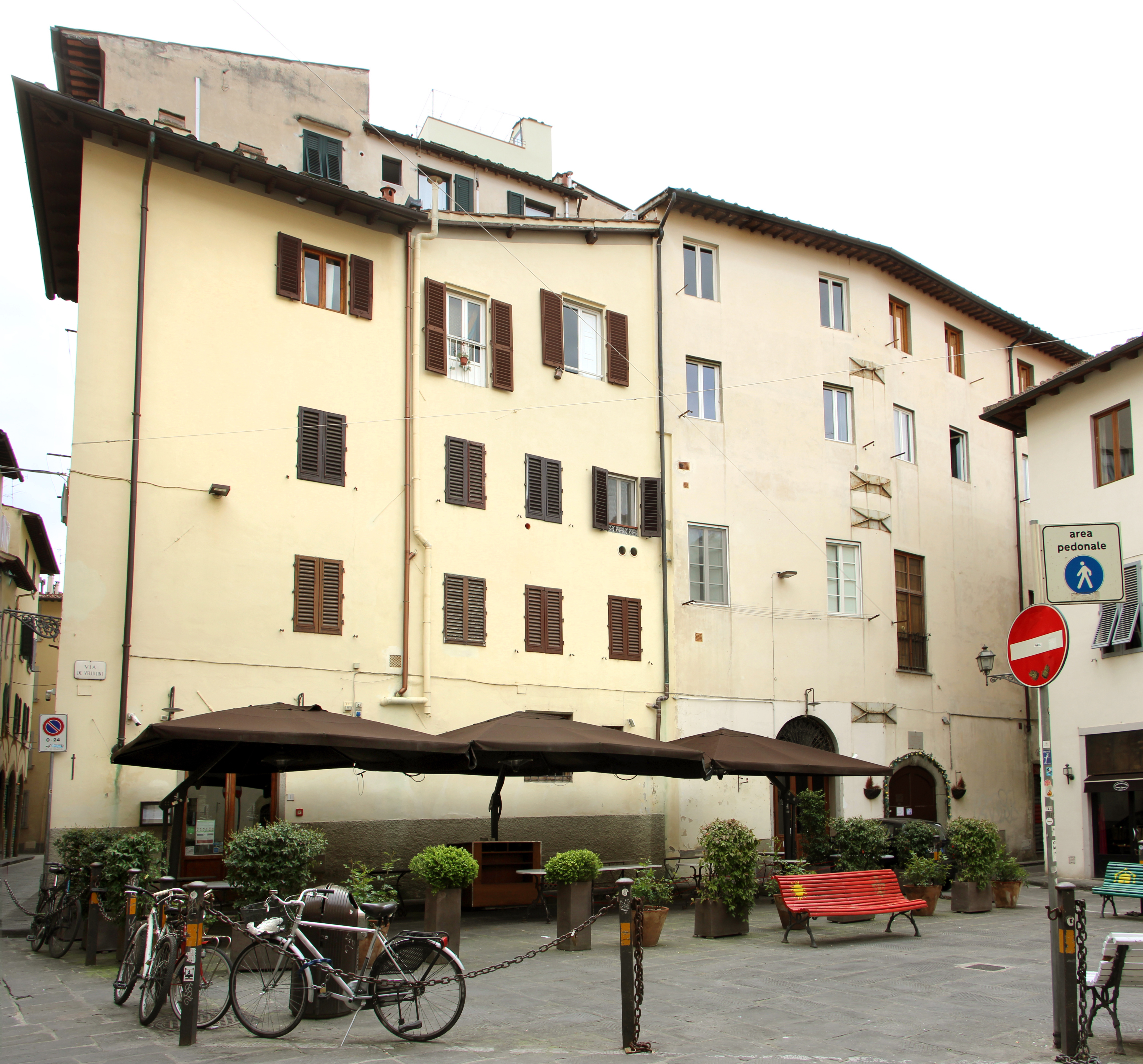
Veduta tra via Toscanella e via dei Vellutini
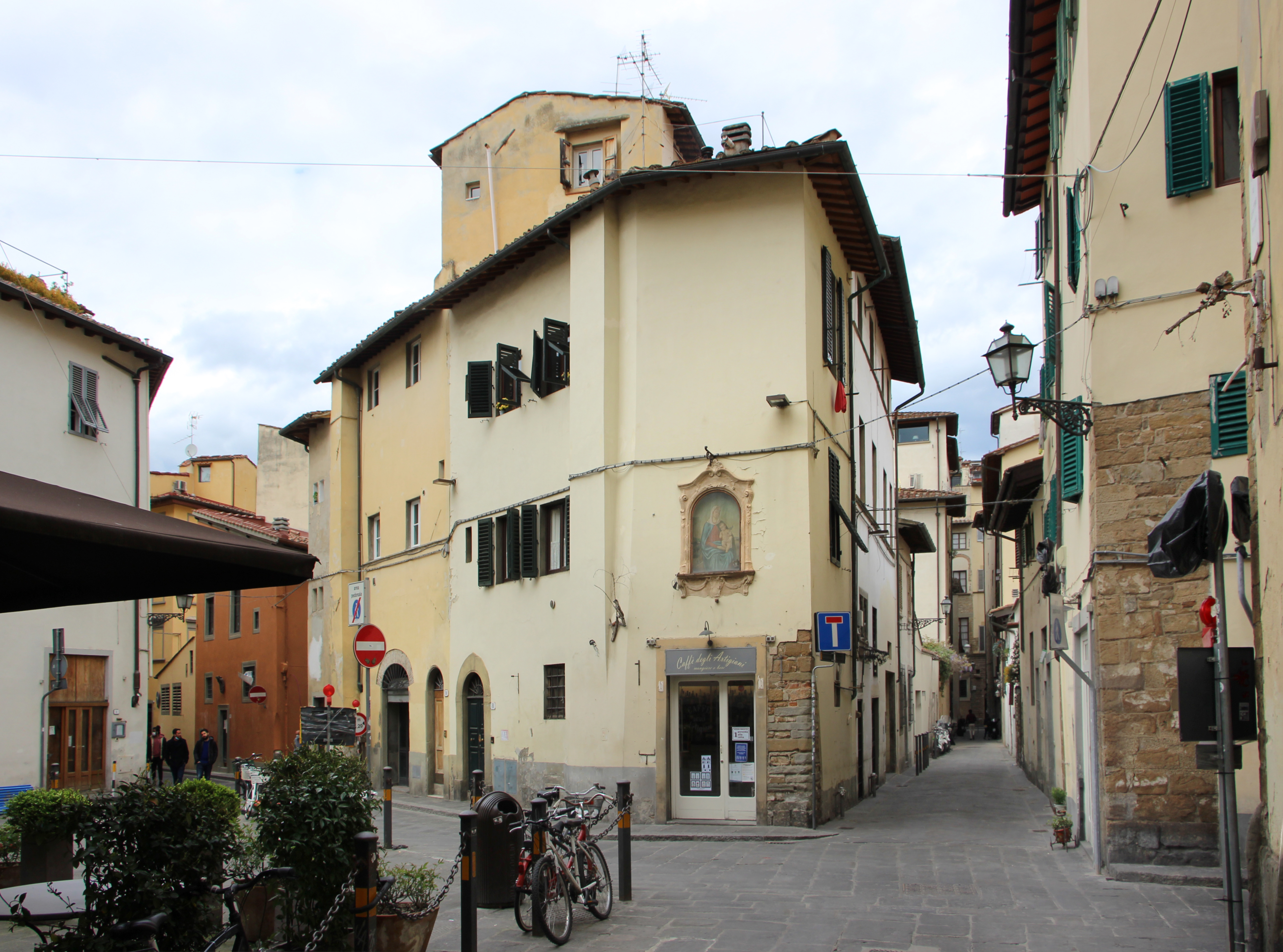
Veduta tra via dello Sprone e via Toscanella
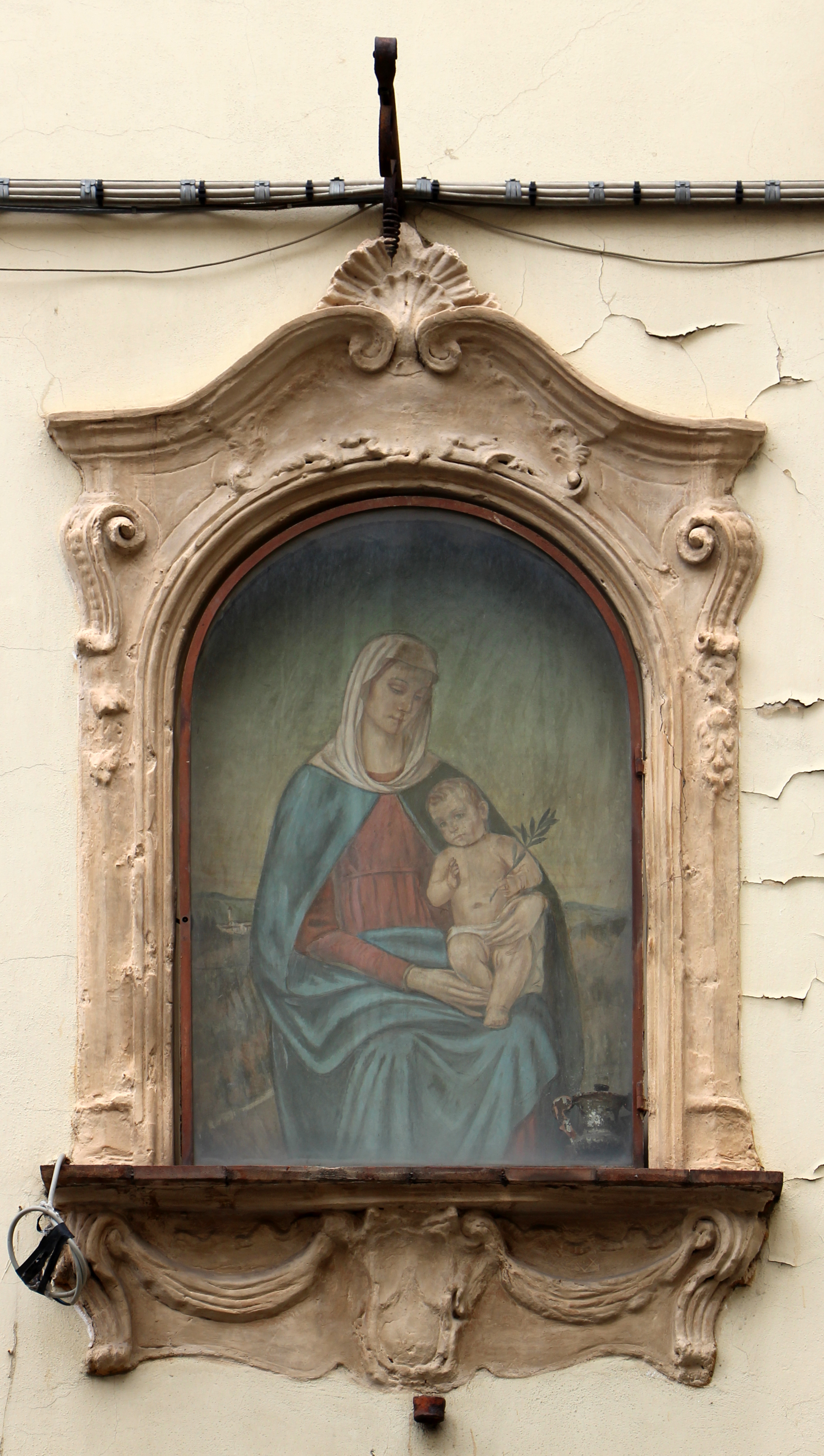
Tabernacolo con una Madonna col Bambino del XVIII secolo (poi ridipinta nel 1952)

## Odonimo

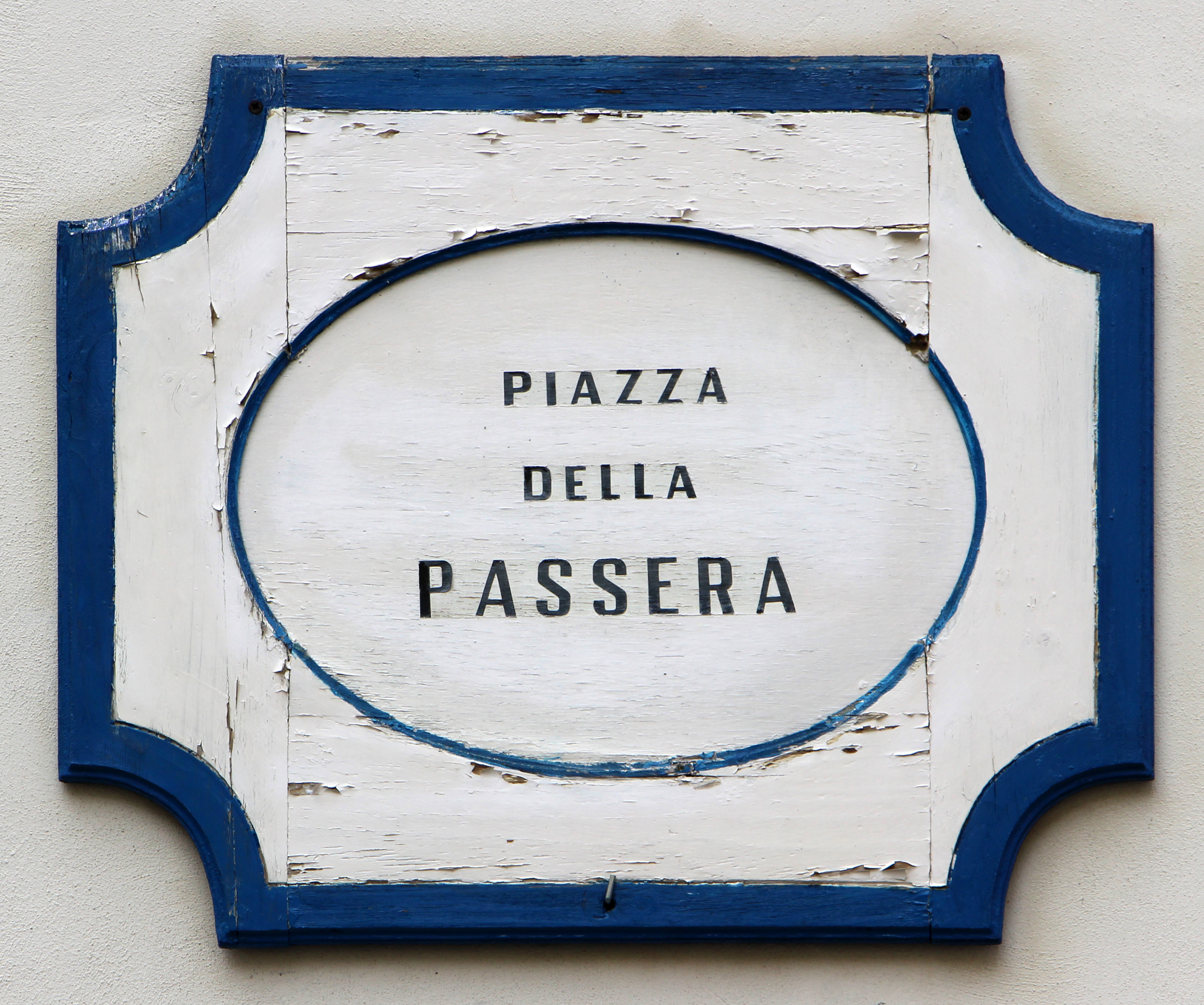
La targa che da molti anni indica il nome (prima ufficioso, oggi ufficiale) della piazza

Riguardo alle origini dell'odonimo, ci sono due diverse versioni. La prima fa riferimento alla presenza in loco di un'antica e rinomata casa di tolleranza (pare frequentato persino dal granduca Cosimo I de' Medici), il cui rudere fu appunto demolito negli anni 1920.
Peraltro anche nella vicina via dei Vellutini fino agli anni venti del XX secolo esisteva un altro bordello, che potrebbe essere all'origine del rinnovato nomignolo popolare. Va detto che questo non è l'unico odonimo "sconveniente" dello stradario fiorentino, basti pensare a via dell'Amorino (un tempo strada di case di tolleranza), via delle Belle Donne, via delle Serve Smarrite (oggi via del Parlagio) e via Vergognosa (oggi via Borgognona; anch'essa sede un tempo di alcuni postriboli). La zona "al Pagone" (Canto dei Quattro Pavoni, tra via Toscanelle via dello Sprone) era infatti una delle zone del centro dove maggiore era la concentrazione di prostitute.
Una seconda ipotesi, supportata anche dallo storico Piero Bargellini (che però riguardava in antico un'altra piazza di Firenze), fa riferimento ad un evento del 1348: in quell'anno alcuni bambini del quartiere trovarono in questa piazza una passera morente e, credendo che fosse stata vittima di qualche monello o di un gatto, cercarono di salvarla senza riuscirci. La storia finì tragicamente, perché il volatile era ammalato di peste e questo fu l'inizio della tragica epidemia, descritta da Giovanni Boccaccio nel Decameron che doveva portare in pochi mesi alla morte di 40 000 fiorentini su 96 000 e al crollo della potenza economica della città. 
Una leggenda simile, che però ha per protagonista una gazza, esiste anche a Siena.